# Brazabrantes
Brazabrantes is een gemeente in de Braziliaanse deelstaat Goiás. De gemeente telt 3.345 inwoners (schatting 2009).